# Evasterias
Evasterias is een geslacht van zeesterren uit de familie Asteriidae.

## Soorten
- Evasterias derjungini (Djakonov, 1938)
- Evasterias echinosoma Fisher, 1926
- Evasterias retifera Djakonov, 1938
- Evasterias troschelii (Stimpson, 1862)